# Ejima Saxum
L'Ejima Saxum è una struttura geologica della superficie di 162173 Ryugu.